# موجدات جيزين
هاليت موجدات جيزين (من مواليد 29 أكتوبر 1943)، هو ممثل مسرحي تركي وسينمائي. أسس مركز موجدات جيزن للفنون. كان سفير النوايا الحسنة لليونيسف في تركيا منذ تشرين الثاني (نوفمبر) 2007.

## سنوات الطفولة
ولد في 29 أكتوبر 1943 في الفاتح باسطنبول. ظهر لأول مرة على المسرح عام 1953 في مدرسة هيركا إي شريف الابتدائية في مسرحيته الأولى. في نفس العام نُشرت قصائده في مجلة دوغان كارديش للأطفال. مرة أخرى في هذه السنوات، التقى بالميكروفون في نادي راديو إسطنبول للأطفال. شارك في العديد من الفرق المسرحية للهواة بين عامي 1956 و 57 وأصبح محترفًا في مسارح مدينة إسطنبول في عام 1960. تخرج من مدرسة وفاء الثانوية في نفس العام. في عام 1961، التحق بقسم المسرح في معهد كونسرفتوار بلدية إسطنبول. قدم فيلمه الأول عام 1962.

## مساره المهني
قدم جيزين أول عمل مسرحي خاص له في عام 1963. دخل مسارح منير أوزكول ومعمر كاراجا. ظهرت قصائده في مجلات فنية بين عامي 1963 و 1964. خدم في الجيش بين 1964-1966 وحاول كتابة المسرحيات. دخل مسرح Ulvi Uraz في عام 1966. في عام 1967 أسس «لاعبي الشعب» مع أصدقائه. افتتح مسرحه الخاص لأول مرة عام 1968 وعمل في مسرح إسطنبول في نفس الموسم. في عام 1970، عمل على المسرح والأفلام، وكذلك على التلفزيون. في نفس العام ولدت ابنتها إليف. كتب في الصحف والمجلات. صدر كتابه الأول عام 1975. اعتبارًا من عام 1999، لديه 28 كتابًا منشورًا. بالإضافة إلى ذلك، هناك كتابات في كتب المدرسة الابتدائية التركية.[بحاجة لمصدر] أسس دار نشر في عام 1982. في نفس العام، معهد كونسرفتوار بلدية إسطنبول ولاحقًا. في المعهد الموسيقي قام بتدريس المسرح التركي. في نفس العام، أسس «مركز الإنتاج الكوميدي» مع صديقه الكاتب كانديمير كوندوك وأخرج صفحة فكاهية في الصحف الكبرى. أسس MSM في عام 1991. أسس "MSM Forest" عام 1992. حصلت مسرحيته «هاملت أفندي» على جائزة عام 1995 وعُزفت في مسارح الدولة. كتب في جريدة الجمهورية بين 1996-1998. في عام 1997، أخرج مسرحية في مسرح الدولة. وفي نفس العام حصل على جائزة بمسرحية «أبي». في عام 1998 أسس المسرح الذي يحمل اسمه لأول مرة. مثل في حوالي مائة فيلم، وحوالي خمسين مسرحية، في أكثر من ألف مسرحية إذاعية وتلفزيونية، وكتب وأخرج بعضها.
موجدات شاعر أيضاً لديه ألبوم بعنوان «شعري قد أتى دعني أذهب»، والذي يتكون من 74 قصيدة. تضمن الألبوم أسماء مثل سافاش دينسل ومصطفى البورا وبيران كوتمان وعلي بويراز أوغلو وروتكاي عزيز وسوني أكين.

## الجوائز
- 2011 - 15. جوائز مسرح عفيفة جائزة محسن أرطغرل الخاصة
- 2011 - جامعة أولوداغ 8. جوائز الإعلام / جائزة الشرف المسرحية

## التمثيل في المسرحيات المسرحية
- 1881 (مسرحية): موجدات جيزن - مسرح موجدات جيزن - 2012
- مصطفى كمال: تونجر كوتشينوغلو - مسرح موجدات جيزن - 2010
- غبي (مسرحية): موجدات جيزن - مسرح موجدات جيزن
- فئة الشيخوخة: موجدات جيزن - مسرح موجدات جيزن - 2007
- قرية: وليم شكسبير - مسرح موجدات جيزن - 2006
- هرمز مع سبعة أزواج: صادق شنديل - مركز يايلا للفنون - 1999
- صف حبام: رفعت الغاز - مركز يايلا للفنون - 1998
- هاملت ماستر: موجدات جيزن - مسرح ولاية بورصة - 1996
- الزوجة الماكرة للزوج الغبي: هالدون تانر - مسرح ولاية طرابزون - 1996
- مدرسة أرتيز: موجدات جيزن \ كانديمير كندوك - مسرح الغناء - 1987
- الوطن أو البلد: صادق Şنديل \ مظفر إزغو \ عمر بوغاي - مسرح موجدات جيزين - 1978
- مهرج (لعبة): موجدات جيزن - مسرح مدينة إسطنبول - 1977

## كتبه
- EŞEĞİN KARNINDAKİ ELMAS 1974 Milliyet Yay.
- KUZUCUK1975 Can Yay.
- APTAL HAMDİ AVUSTRALYA’DA 1982 Miyatro Yay.
- APTAL HAMDİ BİZİ GÜLDÜRÜYOR 1982 Miyatro Yay.
- APTAL HAMDİ ZOR DURUMDA 1982 Miyatro Yay.
- MEDDAH 1982 Miyatro Yay.
- GIRGIRİYE 1982 Miyatro Yay.
- MÜJDAT GEZEN’DEN FIKRALAR 1982 Y.Asır Yay.
- BİR BULUT OLSAM 1982 Miyatro Yay.
- KOMİKLER AĞLAMAZ 1986 Bilgi Yay.
- SALAK OĞLUM 2001 Mitos Boyut Yay.
- HAMLET EFENDİ 2002 Mitos Boyut Yay.
- İSTANBUL MÜZİKALİ 2002 Mitos Boyut Yay.
- BİSİKLET GELDİ POMPA YOK 1997 Milliyet Yay.
- Ç. ARKADAŞIM AZİZ NESİN 2000 Milliyet Yay.
- ACAYİP ŞİİRLER ANTİKOLOJİSİ 1987 Cem Yay.
- ÇİZGİLERLE NAZIM HİKMET 1977 Cem Yay.
- İKİBUÇUK LİRA İÇİN 1976 Cem Yay.
- USTALARIM 1982 Miyatro Yay.
- UÇURTMA 1982 Miyatro Yay.
- EVDE KARAGÖZ 1982 Miyatro Yay.
- BABAM 2002 Mitos Boyut Yay.
- SAK ÜSTÜNDE DAMDAĞAN 1999 Can Yay.
- YUVARLAK (Sandor Amalyel takma adıyla) 2001 Milliyet
- BEN ÇOCUKKEN
- TÜRK TİYATROSU KİTABI 2000 MSM Yay.
- OYUNCUNUN EL KİTABI 2001 MSM Yay.
- HAMLET (Sadeleştirme) 2002 MSM Yay.
- ÇOCUK ADAM 2003 Bilgi Karınca Yay.
- ŞİİRİM GELDİ, BIRAKIN BENİ 2001 Bu Yay.
- OYUNCULUK EĞİTİMİ 2002 Bu Yay.
- ADALET PANTOLONUN KEMERİDİR 2003 MSM Yay.
- GALİBA BEN SANATÇIYIM 2003 Can Yay.
- MEŞHUR YENİ KAPI CİNAYETİ 2004 Remzi Kitabevi
- ARTİZ MEKTEBİ – KANDEMİR KONDUK İLE 2003 Mitos Boyut Yay.
- BEYOĞLU BEYOĞLU – KANDEMİR KONDUK ve GÜM EKİBİYLE 2004 MSM Yay.
- OYUNCULUĞUN FELSEFESİ 2007 MSM Yay.
- SINIF BUNADI 2008 MSM Yay.
- KAMP (Oyun) 2008 MSM Yay.
- AĞLAMA PALYAÇO MAKYAJIN BOZULUR HALİT KIVANÇ İLE BERABER 2006 Kültür Yay.
- YAPABİLİRSİN 2009 MSM Yay.
- İNSAN NEDEN OYUNCU OLMAK İSTER? 2010 MSM Yay.
- ARKADAŞIM MASKE 2010 Nesin Yay.
- BÜYÜYÜNCE NE OLUCAN? 2010 MSM Yay.
- FIKRACI 2010 MSM Yay.
- APTAL 2012 MSM Yay.
- 1881 2012 MSM Yay.
- OLMASAYDI 2013 MSM Yay.
- SULTAN 1. ŞABAN 2013 MSM Yay.[3]
- ÇOCUKLUĞUMU BİNDİRDİM TRAMVAYA O GİTTİ BEN KALDIM YAYA 2021 Kırmızı Kedi Yay.

## الدعاوي المرفوعة ضده
حكم عليه بدفع تعويض قدره أربعة آلاف ليرة.

## روابط خارجية
- مركز مجدت جيزن للفنون جيهانغير
- مسرح معجدة جيزن
- صفحة IMDb نسخة محفوظة 2010-09-06 على موقع واي باك مشين.
- الصفحة في Sinematürk نسخة محفوظة 2010-04-21 على موقع واي باك مشين.
- موجدات جيزن، 1984 بي بي سي التركية